# Albendazol
Albendazolul este un antihelmintic eficace, derivat de benzimidazol, cu efecte antiprotozoarice și antihelmintice împotriva paraziților cu localizare intestinală și tisulară. Calea de administrare disponibilă este cea orală.
Prezintă activitate larvicidă, ovicidă și vermicidă. În doze mici și în tratament de scurtă durată, albendazolul este eficace în infecții intestinale și larva migrans cutanată.
Molecula a fost descoperită în anul 1975. Se află pe lista medicamentelor esențiale ale Organizației Mondiale a Sănătății. Este disponibil sub formă de medicament generic.

## Spectru de activitate
Albendazolul este activ împotriva următorilor paraziți intestinali: 
- Nematode

Ascaris lumbricoides  (ascaridioză)
Trichuris trichiura  (tricocefaloză)
Enterobius vermicularis  (oxiurază)
Ancylostoma duodenale  (anchilostomiază)
Necator americanus   (necatoriază)
Strongyloides stercoralis  (strongiloidoză)
Nematode care determină larva ''migrans'' cutanată
- Cestode

Hymenolepis nana (himenolepidoză)
Taenia solium  (teniază)
Taenia saginata (teniază)
- Trematode

Clonorchis sinensis (clonorcoză)
- Protozoare

Giardia lamblia intestinalis sau duodenalis (giardioză)

## Mecanism de acțiune
Se presupune că își exercită efectul antihelmintic prin inhibarea polimerizării tubulinei în microtubuli, constituenți esențiali ai citoscheletului celulelor eucariotelor.  Aceasta determină întreruperea metabolismului helmintic, inclusiv depleția rezervelor energetice, ceea ce determină imobilizarea și apoi uciderea helminților sensibili la acțiunea sa. 

## Produse
Este autorizat în România de către Agenția Naționala a Medicamentului și a Dispozitivelor Medicale (ANMDM) sub denumirile comerciale:
- ALBENDAZOL LPH, comprimate filmate 200 mg, produs de LABORMED PHARMA
- ALBENDAZOL VIM SPECTRUM, comprimate 200 mg, produs de VIM SPECTRUM
- DUADOR 200 mg,  comprimate filmate 200 mg, produs de GEDEON RICHTER
- ESKAZOLE,  comprimate 400 mg, produs de GEDEON RICHTER, GLAXOSMITHKLINE
- VERMIGAL NOVO, suspensie orală 400 mg/10 ml, produs de BIOFARM
- ZENTEL, comprimate filmate 200 mg  și suspensie orală 400 mg/10 ml, produs de  GLAXOSMITHKLINE